# 타나카 타카코
타나카 타카코(일본어: 田中 貴子 たなか たかこ[*])는 일본의 성우. 후쿠이현 출신. 마우스 프로모션 소속.

## 주요 출연작

### TV 애니메이션
- 2017년
  - AKIBA'S TRIP -THE ANIMATION- - 숨는 거유, 점원, 리포터
  - 아톰 더 비기닝 - 여자A
  - 아이카츠 스타즈! - 앨리스 캐롤, 여성
  - 볼룸에 오신 것을 환영합니다 - 미네 히나코
  - 18if - 에리코
  - 코노하나 기담 - 아이, 여자아이1, 권속1

- 2018년
  - 아이카츠 프렌즈! - 히라타 히마리
  - 사이키 쿠스오의 재난2 - 여학생A
  - 팝팀에픽 - 인스타녀B
  - 히나마츠리 - 닛타 히나
  - 우주전함 티라미스 - 아이
  - ISLAND - 스나다 에미리
  - 건담 빌드 다이버즈 - 다이버
  - 퍼즐앤드래곤 - 어린이C
  - 벨제붑 아가씨의 뜻대로 - 여성직원
  - 이웃집 흡혈귀 씨 - 친구
  - 노을빛 소녀 - 남자아이

- 2019년
  - 히토리 봇치의 ○○생활 - 후타고 노사키
  - 버뮤다 트라이앵글 ~컬러풀 파스토랄레~ - 여자아이
  - 트라이 나이츠 - 하루마 리쿠(幼)
  - 여고생의 낭비 - 여학생

- 2020년
  - 이종족 리뷰어스 - 로나
  - 뒤떨어진 후르츠 타르트 - 나카마치 루아
  - 킹스레이드: 의지를 잇는 자들 - 오펠리아
  - 힐링굿♡ 프리큐어 - 리리
  - 아다치와 시마무라 - 시마무라의 여동생
  - 뿌까 2018(디즈니채널 재팬) - 뿌까

- 2021년
  - 마브러브 얼터너티브 - 타마세 미키
  - Deep Insanity THE LOST CHILD - 엘시

- 2022년
  - 딜리셔스 파티♡프리큐어 - 엔도 이로하

### 극장판 애니메이션
- 아이카츠 스타즈! 극장판

### 게임
- 2016년
  - Sid Story - 여우신령, 록
  - 12세 ~사랑하는 Diary~

- 2017년
  - 아카식 레코드 - 율리시, 헤르미아
  - 시로히메 퀘스트 - 고쿠라, 요나고
  - BLUE REFLECTION - 여학생
  - 편대소녀 - 앨리스 레만

- 2018년
  - 킹스레이드 - 운명의 길잡이 오펠리아
  - 왕냥 동물병원 멋진 수의사가 되자! - 사쿠라 아카리
  - 상극의 엘시온 빛과 어둠의 윤희 - 키노코, 에러
  - 천공의 크래프트 프리트 - 플뢰르
  - 극광의 레무리아 - 무이, 노아, 인그리드
  - 천화백검 -참- - 타이코가네 사다무네
  - 바이타기어 - 로인
  - SPEED WITCH BATTLE 하얀마녀와 다섯개의 희망 - 히나기쿠
  - 어비스 호라이즌 - 프린츠 오이겐
- 2019년
  - 그림 에코즈 - 츠베르크
  - 다크 리벨리온 - 리바이어던
  - 마르코와 은하룡 - 비상식
  - 파이어 엠블렘 풍화설월 - 아네트 팡틴 도미닉

- 2020년
  - 그리자이아 크로노스 리벨리온 - 프란
  - 파이어 엠블렘 히어로즈 - 아네트 팡틴 도미닉

- 2021년
  - Deep Insanity ASYLUM - 엘시

- 2022년
  - 동방 로스트워드 - 일부 캐릭터